# Das Spielzeug von Paris
Das Spielzeug von Paris ist ein österreichisch-deutscher Stummfilm von Michael Kertész, in dem die Französin Lili Damita ihren Einstand in einem deutschsprachigen Film gab. Die Geschichte hat den Roman “Red Heels” (1924) von Margery Lawrence als Grundlage.

## Handlung
Als „Spielzeug von Paris“ wird die kleine, talentierte und recht hübsche Pariser Tänzerin Célimène bezeichnet, da sich die eleganten Männer und Showbühnen-Besucher der französischen Hauptstadt nur so um sie reißen und sie als ständige Begleiterin, als ihre „Trophäe“, betrachten. Derzeit ist die junge Frau der Star des noblen Pariser Etablissements „Nouvel Eden“ und wird vor allem von zwei Männern verehrt und hofiert: dem in die Jahre gekommenen, graumelierten Vicomte de Maudry und dem jungen, attraktiven aber stets ein wenig unterkühlten Engländer Miles Seward, von Haus aus Diplomat und Lebemann. Der eher arme Seward schnappt dem ziemlich reichen Grafen Célimène vor der Nase weg und heiratet sie. Ihm zuliebe gibt sie ihre künstlerische Berufung auf und folgt dem Gatten in ein einsam gelegenes Fischerdorf.
Bald muss Célimène feststellen, dass die Abgeschiedenheit des Landlebens nicht das ist, was sie sich erträumt hat. Sie zieht es zu dem Grafen zurück, der für sie Luxus, Weltläufigkeit und Pariser Bühnenflair verkörpert. Auf einer von Maudry gegebenen Feier gibt sie mit einem Tanz noch einmal all ihre Leidenschaft und ihr Können zum Ausdruck. Doch die Liebe obsiegt in dieser Nacht über die Lust am Pariser Leben, und so zieht es Célimène in sturmumtoster Regennacht heimwärts zu dem einsamen Gatten, der sich der Trauer um seine verloren geglaubten Gattin hingibt. Daheim in der Provinz angekommen, hat sich die junge Frau eine Lungenentzündung zuzogen und kämpft an der Seite ihres britischen Mannes um Leben und Tod. Mit ihren letzten Worten beteuert das einstige „Spielzeug von Paris“, dass sie immer nur ihn liebte. Dann stirbt Célimène in seinen Armen.

## Produktionsnotizen
Das Spielzeug von Paris, die ambitionierteste Produktion der Sascha-Film des Jahres 1925, entstand in Wien und in Paris und wurde am 16. Oktober 1925 in Wien uraufgeführt. Der Sechsakter besaß eine Länge von etwa 3000 bis 3100 Meter.
Artur Berger gestaltete die von Gustav Abel umgesetzte Filmbauten.

## Kritiken
Die Neue Zeitung meinte: „Wüßten wir nicht so sicher, daß Michael Kertész diesen glänzenden Sascha-Film gedreht hat, wir würden schwören, er ist bei Gaumont in Paris gemacht. So sehr ist er französische Marke, so sehr hat er französischen Esprit. Französisch auch ein melodiöser Foxtrott, von Richard Fall für den Film geschrieben. (…) Das Paris von Montmartre, des Trocadero entsteht, die Revue im Edentheater ist französisch — mondäner sein kann man nicht. Aus Paris kam die Hauptdarstellerin Lili Damita, die in diesem Film zum Star wurde. Was diese Tänzerin, deren Name vorher kaum über Paris hinaus bekannt war, an Grazie, Charme, schauspielerischem Können zeigt, hebt sie weit über das sonstige Maß. (…) Hier wurde der Leinwand eine große Schauspielerin gewonnen.“
Die Stunde schrieb: „Kertész hat mit seinem neuesten Werk gezeigt, daß er nicht nur der große und berufene Regisseur für historische und biblische Films ist, sondern daß er es auch glänzend versteht, leichtfüßig und elegant, mondän und geistreich zu sein. (…) Inmitten einer kultivierten Regie und einer sehr delikaten Handlung wirkt Lilly [sic!] Damita in diesem Film wie ein in unzähligen Facetten glitzernden [sic!] Brillant auf einem kostbaren Platinring.“
In neueren Zeiten kam man zu folgendem Schluss: “Ein österreichischer Film, der als der »beste französische« galt, den man je zu Gesicht bekommen hatte. Kertész hat die Welt der schweren Themen und Prunkfilme verlassen und sich auf das Parkett der französischen Salons gewagt. Esprit, Charme, Delikatesse sind nun sein Metier. Das Spiel mit Ausstattung und Schauwerten hat er dabei nicht verlernt: Revuen, extravagante Boudoirs, Spiegel und transparente Mousselines oder schillernde Seidenstoffe schlagen Augen in den Bann.”